# Mohamed Haddadou
Mohamed Haddadou est un footballeur professionnel français né le 24 décembre 1974 à Saint-Germain-en-Laye. Il évoluait au poste de milieu de terrain.

## Biographie
Au cours de sa carrière professionnelle, Mohamed Haddadou dispute 233 matchs dans le championnat de France de Division 2 en portant notamment les couleurs de l'USL Dunkerque, du MUC 72 et du Stade de Reims. 

## Palmarès
- Champion de France de National en 2004 avec Reims